# Disocactus crenatus
Disocactus crenatus ist eine Pflanzenart in der Gattung Disocactus aus der Familie der Kakteengewächse (Cactaceae). Das Artepitheton crenatus stammt aus dem Lateinischen, bedeutet ‚gekerbt‘ und verweist auf die eingekerbten Ränder der Triebe.

## Beschreibung
Disocactus crenatus wächst aufrecht, ist halbepiphytisch und erreicht Wuchshöhen von bis zu einem Meter. Ihre verholzenden Haupttriebe sind zylindrisch oder dreikantig. Die blattartigen, dickfleischigen und an den Rändern eingekerbten Seitentriebe sind graugrün, bis 60 Zentimeter lang und zwischen 4 und 10 Zentimeter breit. Die Areolen tragen keine Dornen.
Die duftenden Blüten öffnen sich in der Nacht und bleiben bis zum nächsten Morgen geöffnet. Sie sind 20 bis 29 Zentimeter lang und erreichen Durchmesser zwischen 10 und 20 Zentimeter. Die äußeren Blütenhüllblätter sind grünlich oder etwas rosagelb, die inneren Blütenhüllblätter sind cremeweiß.

## Verbreitung, Systematik und Gefährdung
Disocactus crenatus ist in Mexiko, Guatemala, Honduras und El Salvador verbreitet.
Die Erstbeschreibung als Cereus crenatus wurde 1844 von John Lindley veröffentlicht. Miguel Ángel Cruz und Salvador Arias stellten die Art 2016 in die Gattung Disocactus. Weitere nomenklatorische Synonyme sind Phyllocactus crenatus (Lindl.) Lem. (1845), Phyllocactus crenatus (Lindl.) Walp. (1846) und Epiphyllum crenatum (Lindl.) G.Don (1855).
Es werden folgende Unterarten unterschieden:
- Disocactus crenatus subsp. crenatus
- Disocactus crenatus subsp. kimnachii (Bravo ex Kimnach) M.A.Cruz & S.Arias

In der Roten Liste gefährdeter Arten der IUCN wird die Art als „Least Concern (LC)“, d. h. als nicht gefährdet geführt.

## Nachweise